# Reidsville (Géorgie)
Pour la ville située en Caroline du Nord, voir Reidsville (Caroline du Nord).
La ville de Reidsville est le siège du comté de Tattnall, dans l’État de Géorgie, aux États-Unis. Sa population s’élevait à 4 944 habitants lors du recensement de 2010, estimée à 2 613 habitants en 2016.

## Démographie
| 1880 | 1900 | 1910 | 1920 | 1930 | 1940 |
| ---- | ---- | ---- | ---- | ---- | ---- |
| 106  | 257  | 454  | 553  | 631  | 805  |

| 1950  | 1960  | 1970  | 1980  | 1990  | 2000  |
| ----- | ----- | ----- | ----- | ----- | ----- |
| 1 266 | 1 229 | 1 806 | 2 296 | 2 469 | 2 235 |

| 2010  | - | - | - | - | - |
| ----- | - | - | - | - | - |
| 4 944 | - | - | - | - | - |

## Source
- (en) Cet article est partiellement ou en totalité issu de l’article de Wikipédia en anglais intitulé « Reidsville, Georgia » (voir la liste des auteurs).